# Пиринска Македония
Вижте пояснителната страница за други значения на Македония.
Пиринска Македония е названието на частта от географската област Македония, присъединена към България по време на Балканската война през 1912 година и запазена в границите ѝ след Междусъюзническата война. След Първата световна война от областта е откъснато Струмишко и е предадено от Антантата на Кралството на сърби, хървати и словенци, бъдещата Югославия. Областта се намира на територията на област Благоевград и административно почти напълно съвпада с нея, с малки изключения около село Бараково, което е в област Кюстендил.

## Галерия
- Хотел в Мелник – архитектурен резерват и най-малък град в България.
- Сградата на Американския университет в България, Благоевград.
- Роженски манастир